# Blues & Roots
Pour les articles homonymes, voir Blues (homonymie) et Roots.
Albums de Charles Mingus
Jazz Portraits : Mingus In Wonderland
(1959) Mingus Ah Um
(1959)
Blues & Roots est un album de jazz blues de Charles Mingus, sorti en 1960.

## Historique
Sur les notes de pochette accompagnant l'album Mingus explique les circonstances qui l’ont amené à enregistrer ce disque :

« Il y a un an, Nesuhi Ertegün m’a proposé d’enregistrer un album entier de blues dans le style de Haitian Fight Song, parce que certaines personnes, notamment les critiques, disaient que je ne swinguais pas assez. Il voulait leur donner un déluge de soul music.[…] J’y ai réfléchi. Je suis né swinguant et tapant des mains à l’église en tant que petit garçon, mais j’ai grandi et j’aime faire autre chose que juste du swing. Mais le blues peut faire plus que du swing. Alors j’ai été d’accord. »

L’album est souvent désigné comme un essentiel du bassiste qui rend hommage au blues et à ses racines comme l’indique le titre mais avec le style très personnel de composition et d’orchestration de Mingus. Le titre My Jelly Roll Soul est évidemment une référence à l’un des héros musicaux de Mingus et pionnier du jazz, Jelly Roll Morton,,.

## Titres
Toute la musique est composée par Charles Mingus.
| No | Titre                                   | Durée |
| -- | --------------------------------------- | ----- |
| 1. | Wednesday Night Prayer Meeting          | 5:39  |
| 2. | Cryin' Blues                            | 4:58  |
| 3. | Moanin'                                 | 7:57  |
| 4. | Tensions                                | 6:27  |
| 5. | My Jelly Roll Soul                      | 6:47  |
| 6. | E's Flat Ah's Flat Too (Hora Decubitus) | 6:37  |

La version remasterisée de 1998 inclus les titres additionnels suivants:
| No  | Titre                                                       | Durée |
| --- | ----------------------------------------------------------- | ----- |
| 7.  | Wednesday Night Prayer Meeting (prise alternative)          | 6:59  |
| 8.  | Tensions (prise alternative)                                | 5:18  |
| 9.  | My Jelly Roll Soul (prise alternative)                      | 11:25 |
| 10. | E's Flat Ah's Flat Too (Hora Decubitus) (prise alternative) | 6:47  |

## Musiciens
- Charles Mingus – basse
- John Handy – saxophone alto
- Jackie McLean – saxophone alto
- Booker Ervin – saxophone ténor
- Pepper Adams – saxophone baryton
- Jimmy Knepper – trombone
- Willie Dennis (en)  – trombone
- Horace Parlan – piano, sauf sur E's Flat Ah's Flat Too
- Dannie Richmond – batterie
- Mal Waldron – piano sur E's Flat Ah's Flat Too